# Gustavo Uzielli
Gustavo Uzielli (Livorno, 29 maggio 1839 – Impruneta, 7 marzo 1911) è stato un mineralogista, storico e patriota italiano.

## Biografia
Nato in una famiglia ebraica, Gustavo Uzielli studiò in un liceo a Marsiglia e poi si laureò all'Università di Parigi.
Scienziato multiforme e dotato di inestinguibile curiosità, ma anche patriota sincero, insegnò Mineralogia e Geologia nelle università di Modena, di Torino e di Parma. Partì volontario nel 1859, come soldato d'artiglieria. Ufficiale garibaldino nella Campagna del 1860, ha combattuto nella Battaglia del Volturno, meritando la medaglia d'argento al Valor Militare. Con Garibaldi, prese parte anche alla Campagna del Tirolo, nel 1866.
Ricchissimo e vario è il catalogo dei suoi scritti. Appassionato di mineralogia, studiò anche storia della geografia, in particolare Paolo Toscanelli e Amerigo Vespucci e fu redattore di molte pubblicazioni scientifiche, tra cui "Bollettino della Società Geografica Italiana", "Rivista geografica italiana", "Il Buonarroti", "Bollettino del R. Comitato Geologico", "Bollettino del C.A.I.", "Rivista italo-americana", "L'Italia economica" e "Bullettino di bibliografia e di storia delle scienze matematiche e fisiche".
Ha pubblicato studi e memorie su Leonardo da Vinci e su altri temi del Rinascimento. In particolare, a Leonardo non solo dedicò molte ricerche, ma, insieme a Federico, Luigi e Roberto Martelli, collaborò a far nascere il Museo vinciano, impegnandosi anche a lungo per la fondazione di una Biblioteca leonardiana. La Biblioteca vide la luce solamente molti anni dopo la sua morte, nel 1928, anche beneficiando del fondo leonardiano della biblioteca privata di Uzielli che il Comune di Vinci aveva acquisito nel 1911.
Molti suoi scritti sono in realtà conferenze o si trovano pubblicati in Atti congressuali. Si firmava talvolta con lo pseudonimo "Teostene".
Era amico e confidente di Diego Martelli e di alcuni pittori macchiaioli. Nel 1876 chiamò Telemaco Signorini ad illustrare un suo libro su Leonardo da Vinci e curò l'edizione postuma degli scritti del pittore e scultore Adriano Cecioni. Luisa Orsini Uzielli, sua nipote, fu allieva di Telemaco Signorini. In alcuni periodi trascorreva il suo tempo nella località di Ripafratta dove possedeva una villa che poi vendette alla famiglia Romanzini di Pisa.

## Scritti principali

### Leonardo da Vinci e Paolo Toscanelli
- Gustavo Uzielli, Ricerche intorno a Leonardo da Vinci, Firenze-Roma, Tip. Salviucci, 1872-1884, SBN PUV0535194.
- Gustavo Uzielli, Leonardo da Vinci e tre gentildonne milanesi del secolo 15, Pinerolo, Tip. sociale, 1890, SBN BVE0174499.
- Gustavo Uzielli, La vita e i tempi di Paolo Dal Pozzo: ricerche e studi, con un capitolo sui lavori astronomici del Toscanelli di Giovanni Celoria, Roma, Tip. di Forzani e C., 1894, SBN CUB0711765.
- Teostene, Ricordi in Firenze a Leonardo da Vinci e a Paolo Toscanelli: le armi della famiglia da Vinci e del comune di Vinci: un fratello di Leonardo lanaiolo in Firenze e il suo confessionale, Firenze, Stabilimento Tipografico Fiorentino, 1895, SBN CUB0630402.
- Gustavo Uzielli, Colloquio avvenuto in Firenze nel luglio 1459 fra gli ambasciatori del Portogallo e Paolo dal Pozzo Toscanelli, Roma, Società geografica italiana, 1898, SBN IEI0155055.

### Storia della geografia
- Gustavo Uzielli, Della grandezza della terra secondo Leon Battista Alberti, Roma, Società Geografica Italiana Edit., 1892, SBN CUB0650345.
- Gustavo Uzielli, Amerigo Vespucci davanti alla critica storica, Firenze, M. Ricci, 1899, SBN IEI0155400.
- Gustavo Uzielli (a cura di), Le lettere di Amerigo Vespucci e altri documenti geografici del secolo delle scoperte secondo il Codice Riccardiano 1910 di Piero Vaglienti scrittore sincrono con le varianti dei testi manoscritti e a stampa, Firenze, 1900, SBN PAV0039881.
- (EN) AA VV, The catholic encyclopedia, New York, The encyclopedia press, 1913, SBN IEI0125488. Gustavo Uzielli, al vol. 15, voceːAmerigo Vespucci

### Altri scritti storici e scientifici
- Gustavo Uzielli, Sui progressi della idrografia, topografia e geografia d'Italia, Roma, Tip. Barbera, 1873, SBN LO10873936.
- Gustavo Uzielli, Istruzioni di geografia e topografia per i viaggiatori, Roma, Tip. Barbera, 1876, SBN LO10744465.
- Gustavo Uzielli, Osservazioni sopra alcuni principi dell'idraulica teorico-pratica in relazione alle condizioni dei fiumi dell'alta Italia: La laguna veneta, Firenze, Tip. Succ. Le Monnier, 1885, SBN CUB0650356.
- Gustavo Uzielli, Sopra un cranio di coccodrillo trovato nel modenese, Ravenna, Tip. Alighieri di U. Leonardi, 1888, SBN CUB0650346.
- Gustavo Uzielli, Le misure lineari medioevali e l'effigie di Cristo, Firenze, Bernardo Seeber Edit., SBN CUB0650353.
- Gustavo Uzielli, Acque potabili di Firenze: acqua di sorgente o morte!, Firenze, G. Nerbini Edit., 1903, SBN CUB0650347.
- Gustavo Uzielli, Genova e Livorno porti europei: la direttissima Firenze-Bologna, Firenze, Libreria Bernardo Seeber, 1906, SBN PUV0560568.
- Gustavo Uzielli, I terremoti calabro-siculi del 1908-1909, Firenze, Tip. M. Ricci, 1909, SBN CSA0024341.
- Gustavo Uzielli, L'igiene della ginnastica, Firenze, libreria Claudiana, 1909, SBN LIA0844800.
- (FR) Gustavo Uzielli e Edouard Beccari, Sur l'application du sulfure de carbone à l'étouffement des chrysalides des vers à soie: la conservation et l'exportation des cocons: mémoire, Firenze, Etablissement J. Pellas, SBN LO10568789.

### Letteratura
- Gustavo Uzielli, Lodovico Ariosto e i suoi amori in Firenze, Firenze, Tipografia Alberto Lapi, 1905, SBN FER0174966.

### Scritti politici e umanitari
- Gustavo Uzielli, Una questione di giustizia a proposito delle inondazioni del Veneto: lettera di Gustavo Uzielli prof. di mineralogia agli operai italiani, Roma, Forzani e C., 1882, SBN LIG0102422.
- Gustavo Uzielli, La scienza e il socialismo, Firenze, Lito-tipografia Spinelli, 1901, SBN LO10024789.
- Gustavo Uzielli, Fondazione di un Istituto storico Internazionale pacifista, Milano, Tip. La Compositrice, 1911, SBN CUB0650348.

## Fondi Uzielli in Toscana
Carte e documenti a stampa che lo riguardano sono conservati in particolare a Firenze. Il carteggio e i manoscritti che compongono il Fondo Uzielli della Biblioteca nazionale di Firenze sono stati consegnati nel 1914 dagli esecutori testamentari di Gustavo Uzielli. Il Fondo si compone di lettere e di manoscritti, oltre ai  libri e agli opuscoli stampati e postillati dall’autore che sono stati acquistati nel 1912 dalla Biblioteca. Lettere di Gustavo Uzielli, in altri fondi della stessa Biblioteca, sono reperibili attraverso il catalogo dei Carteggi vari.
Nella Biblioteca Marucelliana di Firenze sono presenti lettere di Gustavo Uzielli nel Fondo Diego Martelli. Un altro fondo a stampa è nella Biblioteca Riccardiana ed è specifico dei suoi studi sulla scoperta dell'America.
Documenti sulle campagne militari di Gustavo Uzielli sono alla Biblioteca e archivio del Risorgimento di Firenze. 
Una raccolta vinciana di Uzielli (circa trecento pubblicazioni) è conservata nella Biblioteca comunale Leonardiana di Vinci. Nel Museo leonardiano di Vinci sono conservati altri documenti, diplomi e medaglie di Uzielli.